# Giosuè Ritucci
Giosuè Ritucci Lambertini di Santanastasia (Napoli, 8 aprile 1794 – Napoli, 31 gennaio 1870) è stato un generale e politico italiano, ministro della Guerra del Regno delle Due Sicilie.

## Biografia

### Carriera nell'esercito napoletano di epoca napoleonica
Giosuè Ritucci, figlio maggiore di Stefano e Angela Maria Nocerino, si arruolò volontario nel 1807 nel 1º Reggimento leggero napoletano partecipando a tutte le guerre napoleoniche.
Inizialmente fu impegnato con le truppe napoletana in Calabria; qui, assistiti dai francesi, i napoletani soppressero la resistenza delle forze legate alla dinastia borbonica, formate da briganti ed ex-militari.
Il 4 novembre 1811 fu promosso sottotenente nel 2º Reggimento leggero napoletano e nel marzo del 1813 passò tenente dei Granatieri dello stesso reggimento. Segnalandosi in modo distinto nella ripresa di Reggio Emilia, fu decorato Cavaliere dell'Ordine reale delle Due Sicilie (un'onorificenza murattiana).

### Carriera nell'esercito del Regno delle due Sicilie
Continuò la carriera a Napoli sotto i re Borbone.
Il 22 settembre 1826 fu promosso capitano del Reggimento Real Farnese; ebbe la missione di catturare o distruggere una banda di briganti che turbavano le province di Palermo, Trapani, Caltanissetta e Girgenti, e li distrusse. Per il fatto fu decorato Cavaliere dell'Ordine di Francesco I il 28 ottobre 1836.
Nel 1841 divenne Capitano Aiutante Maggiore del 3º Cacciatori. L'8 aprile 1844 fu promosso maggiore del 2º Cacciatori ed ebbe il comando delle Colonne Mobili, che a Nicastro, Catanzaro e Crotone si opposero al brigantaggio.
Il 23 maggio 1847 sposò in seconde nozze Maria Errichetta Bursotti, quindici anni più giovane del Maggiore, allora comandante del Secondo Cacciatori di Linea.
Il 25 gennaio 1848 fu ferito a una gamba a Palermo, nel corso della Rivoluzione siciliana del 1848 che portò all'espulsione del governo e delle truppe borboniche dalla Sicilia. Ad aprile, sotto il comando di Guglielmo Pepe, si recò con la propria unità in Italia settentrionale, per combattere nella prima guerra di indipendenza italiana: fu impegnato nei pressi di Venezia, che abbandonò ritornando a Napoli quando le truppe napoletane furono richiamate dal sovrano (Pepe e i suoi uomini restarono invece a combattere).
Il 12 agosto fu promosso tenente colonnello e al comando del suo battaglione e di una sezione di artiglieria rastrellò fino al febbraio 1849 il Cilento, dove si trovavano molti napoletani che si opponevano al governo borbonico.
Nel maggio del 1849 Ritucci partecipò all'attacco dell'esercito napoletano contro la Repubblica Romana, allora impegnata a difendersi dall'invasione francese. A seguito della battaglia di Palestrina le truppe napoletane furono costrette da quelle romane guidate da Giuseppe Garibaldi a ripiegare su Velletri; sebbene all'esercito si fosse unito anche re Ferdinando II in persona, le truppe napoletane non poterono che retrocedere ulteriormente, incalzate da quelle romane e, in una scaramuccia con le truppe garibaldine nei pressi di Velletri, Ritucci fu ferito nuovamente. Descrisse le operazioni della campagna napoletana contro la Repubblica Romana in un'opera pubblicata poi nel 1851. Il 15 giugno 1849, dopo la riconquista borbonica della Sicilia, Ritucci fu promosso colonnello e prese il comando del 7º Reggimento Fanteria di Linea «Napoli».
Il 21 dicembre 1853, promosso brigadiere prese il comando della Brigata Carabinieri a Piedi e del Primo Svizzeri.
Il 19 aprile 1860 fu promosso Maresciallo di campo.

### Caduta del Regno delle Due Sicilie

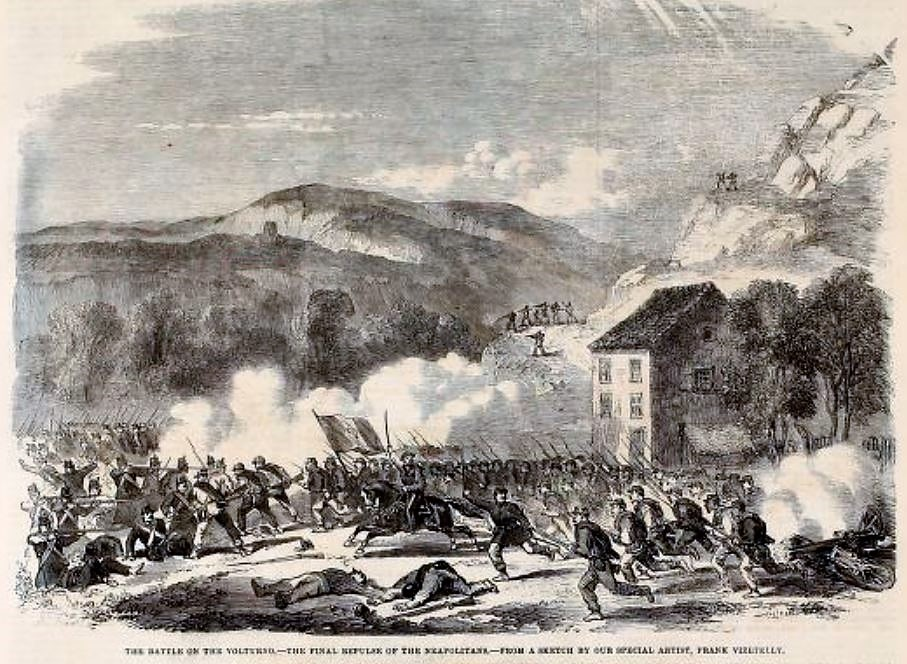
Fase finale della battaglia del Volturno, da una stampa contemporanea. Ritucci fu il comandante in capo dell'esercito borbonico in quella che fu la battaglia decisiva dell'impresa dei Mille

A seguito della impresa dei Mille Ritucci, che ricopriva la carica di comandante della divisione militare in Calabria, fu richiamato nel giugno 1860 a Napoli per far parte della commissione che avrebbe dovuto giudicare i generali napoletani travolti dai garibaldini in Sicilia.
Dopo la concessione della Costituzione, Ritucci fu nominato Ministro della Guerra, ma poco dopo, il 14 luglio, fu sostituito da Giuseppe Salvatore Pianell e inviato a comandare la piazza di Napoli. Ma poco rimase al comando, poiché fu sostituito dal generale Cutrofiano il 28 agosto  1860. Ritucci rimase fedele al re Francesco II e fu incaricato di guidare ciò che restava dell'esercito borbonico nel tentativo di riconquista del Regno; Ritucci era per una tattica attendista, nella speranza di qualche aiuto internazionale, mentre il sovrano e i suoi ministri gli chiedevano maggiore decisione. La mediazione tra la posizione di Ritucci e dei consiglieri militari francesi del sovrano portarono all'azione infruttuosa dell'esercito borbonico nella battaglia del Volturno, in cui Ritucci non seppe concentrare le sue forze e sfruttare la cavalleria, ma ebbe il merito di tenere insieme l'esercito malgrado gli errori di diversi subordinati. Francesco, che voleva che l'esercito napoletano continuasse a opporsi sul campo di battaglia all'esercito meridionale di Garibaldi, fu insoddisfatto dall'approccio cauto di Ritucci e lo sostituì con Giovanni Salzano de Luna.
Dopo l'intervento dell'esercito italiano, parte dell'esercito del Regno delle Due Sicilie riparò nello Stato pontificio; le truppe rimaste a disposizione di Francesco II si ritirarono con lui nella fortezza di Gaeta e Ritucci ricevette il comando della piazzaforte. Considerate le condizioni delle truppe napoletane assediate nella piazzaforte, si decise per la resa, ma fu sostituito dal sovrano che si opponeva a questa decisione. Successivamente, quando la situazione si fece disperata e portò alle contrattazioni della resa, il comandante italiano Enrico Cialdini dichiarò di non accettare Ritucci come controparte, in quanto il generale napoletano sarebbe in passato venuto meno ai termini di una tregua; Ritucci scrisse una lettera in cui respingeva l'accusa di Cialdini.

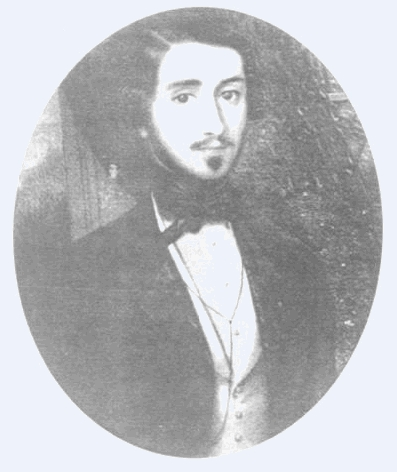
Lo storico borbonico Giacinto de' Sivo scrisse un'opera dal titolo Storia delle Due Sicilie dal 1847 al 1861, in cui criticò la conduzione delle operazioni militari da parte di Ritucci nei mesi finali del Regno; Ritucci scrisse, a propria discolpa, una memoria dal titolo Commenti confutatorii sulla Campagna dell'esercito napolitano in settembre e ottobre 1860 trattata nella storia delle Due Sicilie dal 1847 al 1861 di Giacinto de Sivo, che fu pubblicata postuma.

Dopo la caduta del Regno, ormai 67enne, si ritirò a vita privata a Napoli, rimanendo fedele alla dinastia borbonica ma restando coinvolto in una serie di reciproche accuse che coinvolse i veterani borbonici. Compose un opuscolo per rispondere alle accuse sulla sua gestione della campagna contro le truppe meridionali, ma rielaborò e completò questa opera per rispondere alle accuse e al giudizio negativo che di lui aveva avuto lo storico borbonico Giacinto de' Sivo nella sua Storia delle Due Sicilie dal 1847 al 1861; la pubblicazione avvenne però postuma, in quanto Ritucci morì a Napoli nel 1870.

## Opere
- Memoria storica dell'attacco sostenuto in Velletri il 19 maggio del 1849 dalla colonna di riconoscenza armata dalle truppe di Napoli. 1851, Tipografia Militare, Napoli
- Riscontro all'opuscolo col titolo Campagna dell'Esercito Napolitano dal 1. ottobre 1860 fino al cominciamento dell'assedio di Gaeta, narrata da un testimone oculare, Napoli 1861
- Comenti confutatorii del tenente gen. Giosuè Ritucci sulla campagna dell'esercito napolitano in settembre e ottobre 1860 trattata nella storia delle Due Sicilie dal 1847 al 1861 di Giacinto De Sivo pubblicata in Roma, Verona, e Viterbo nel 1866-67.  Napoli 1870.